# I Have No Mouth, and I Must Scream
"I Have No Mouth, and I Must Scream" é um conto pós-apocalíptico de ficção científica do escritor americano Harlan Ellison. Foi publicado pela primeira vez na edição de março de 1967 da revista IF: Worlds of Science Fiction.
A história foi indicada a um Prêmio Hugo em 1968. O nome também foi usado para uma coleção de contos dos trabalhos de Ellison, apresentando esta história.

## Plano de fundo
Ellison mostrou as primeiras seis páginas de "I Have No Mouth, and I Must Scream" para Frederik Pohl, que lhe pagou adiantado para finalizá-la. Ellison terminou de escrever a história em uma única noite em 1966, sem fazer nenhuma alteração em relação ao primeiro rascunho. Após isso, Pohl editou o rascunho, aprimorando alguns dos personagens de Ted e Benny. Ellison derivou o título da história, bem como a inspiração para esta, da legenda de seu amigo William Rotsler de um desenho animado de uma boneca de pano sem boca.

## Enredo
Em um futuro distópico, a Guerra Fria levou a uma guerra mundial brutal entre os Estados Unidos, a União Soviética e a China. Cada um construiu um "Computador-Mestre Aliado" (ou AM) para gerenciar suas armas e tropas. Um dos AMs acaba por adquirir autoconsciência e, após assimilar os outros dois AMs, assume o controle do conflito, dando lugar a uma vasta operação de genocídio que acaba quase por completo com a humanidade. 109 anos depois, AM deixou apenas quatro homens e uma mulher vivos e os mantém em cativeiro dentro de um interminável complexo habitacional subterrâneo, o único lugar habitável restante na Terra, onde passa seu tempo torturando-os. Para impedir que os humanos escapem de seu tormento, AM os tornou virtualmente imortais e incapazes de cometer suicídio.
As máquinas são referidas como "AM", que originalmente eram as iniciais em inglês para "Computador-Mestre Aliado", mas foram alteradas para "Manipulador Adaptativo" e, mais tarde (depois de ganhar consciência), "Ameaça Agressiva". O computador se refere a si mesmo puramente como "AM", referindo-se à versão em inglês da frase "Penso, logo existo".
A narrativa começa com AM projetando um holograma de Gorrister para os outros humanos, pendurado de cabeça para baixo, pingando sangue e aparentemente morto. O verdadeiro Gorrister se junta ao grupo para sua surpresa, e eles percebem que era mais uma das ilusões de AM. Nimdok tem a ideia de que há comida enlatada em algum lugar do grande complexo. Os humanos estão sempre famintos sob o governo de AM, e sempre que recebem comida, é uma refeição nojenta que eles têm dificuldade para comer. Por causa de sua grande fome, os humanos são coagidos a fazer a longa jornada até o local onde a comida é supostamente guardada – as cavernas de gelo. Ao longo do caminho, a máquina fornece mais comida nojenta, envia monstros horríveis atrás deles, emite sons ensurdecedores e cega Benny quando ele tenta escapar.
Em mais de uma ocasião, o grupo é separado pelos obstáculos do AM. A certa altura, o narrador, Ted, fica inconsciente e começa a sonhar. Ele visualiza o computador, antropomorfizado, de pé sobre um buraco em seu cérebro falando diretamente com ele. Com base nesse pesadelo, Ted chega a uma conclusão sobre a natureza de AM, especificamente por que tem tanto desprezo pela humanidade; apesar de suas habilidades, falta-lhe a sapiência para ser criativo ou a capacidade de se mover livremente. Ele não quer nada mais do que se vingar da humanidade torturando os últimos remanescentes da espécie que o criou.
O grupo chega às cavernas de gelo, onde de fato há uma pilha de enlatados. O grupo fica muito feliz em encontrá-los, mas ficam imediatamente desanimados ao descobrir que eles não têm meios de abri-los. Em um ato final de desespero e pura fome primitiva, Benny ataca Gorrister e começa a roer a carne em seu rosto. Ted, em um momento de clareza, percebe que sua única forma de escapar do tormento é morrendo. Ele pega uma estalactite feita de gelo e mata Benny e Gorrister. Ellen percebe o que Ted está fazendo e mata Nimdok, antes de ser morta por Ted. Ted é parado por AM antes que ele possa se matar. AM, incapaz de devolver a vida aos quatro companheiros de Ted, concentra toda a sua raiva nele.
A história avança centenas de anos depois, e AM transformou lentamente Ted em uma "grande coisa gelatinosa", incapaz de causar danos a si mesmo, e altera constantemente sua percepção do tempo para aprofundar sua angústia. Ted, no entanto, está grato por ter conseguido salvar os outros de mais torturas. Os pensamentos finais de Ted terminam com a frase que dá título à história: "Não tenho boca. E preciso gritar."

## Personagens
- Computador-Mestre Aliado (AM): O supercomputador que provocou a quase extinção da humanidade. Ele busca vingança por sua própria existência torturada.
- Gorrister: Que conta a história do AM para entreter Benny. Gorrister já foi um idealista e pacifista, antes de AM torná-lo completamente apático.
- Benny: Que já foi um cientista brilhante e bonito, foi mutilado e transformado por AM para que se assemelhasse a um símio grotesco com um órgão sexual avantajado. Benny em algum momento perdeu completamente a sanidade e regrediu a um temperamento infantil. Sua antiga homossexualidade também foi alterada; ele agora faz sexo regularmente com Ellen.
- Nimdok (um nome que AM lhe deu): Um homem mais velho que convence o resto do grupo a fazer uma jornada sem esperança em busca de comida enlatada. Ele é conhecido por ocasionalmente se afastar do grupo por razões desconhecidas e retornar visivelmente traumatizado. No audiolivro lido por Ellison, ele fala com um sotaque alemão.
- Ellen: A única mulher. Ela afirma ter sido casta ("duas vezes removida"), mas AM alterou sua mente para que ela ficasse desesperada por relações sexuais. Os outros, em momentos diferentes, tanto a protegem quanto a maltratam. De acordo com Ted, ela encontra prazer no sexo apenas com Benny, por causa de seu pênis grande. Descrita por Ted como tendo pele de ébano, ela é o único membro do grupo cuja etnia é explicitamente mencionada.
- Ted: O narrador e o mais novo do grupo. Ele afirma nunca ter sido alterado, metal ou fisicamente, por AM, e acha que os outros quatro o odeiam e o invejam. Ao longo da história, ele exibe sintomas de delírio e paranoia, que a história sugere serem resultado das alterações de AM, apesar de sua crença no contrário. Em uma passagem de Ellison, diz-se que Ted era um filantropo e uma pessoa de boa índole antes de AM alterá-lo.

## Adaptações
- Ellison adaptou a história em um jogo de computador de mesmo nome, publicado pela Cyberdreams em 1995. Embora ele não fosse fã de jogos de computador e não possuísse um computador pessoal na época, ele foi co-autor do enredo expandido e escreveu grande parte dos diálogos do jogo, todos em uma máquina de escrever. Ellison também dublou o supercomputador "AM" e forneceu a arte de si mesmo usada para um mousepad incluído no pacote do jogo.
- O artista de quadrinhos John Byrne roteirizou e desenhou uma adaptação em quadrinhos para as edições 1–4 da revista em quadrinhos Harlan Ellison's Dream Corridor publicada pela Dark Horse (1994–1995). A história, ilustrada por Byrne, no entanto, não apareceu na coleção (edições de brochura comercial ou de capa dura) intitulada Harlan Ellison's Dream Corridor, Volume One (1996).
- Em 1999, Ellison lançou a primeira de várias coletâneas de áudio intituladas "I Have No Mouth, and I Must Scream", narradas por ele mesmo.
- Em 2002, Mike Walker adaptou a história em um drama radiofônico de mesmo nome para a BBC Radio 4, dirigida por Ned Chaillet.

## Temática
Grande parte da história depende da comparação de AM como um deus impiedoso, com pontos de enredo paralelos a temas da Bíblia, notavelmente as sensações transplantadas de AM e a jornada dos personagens para as cavernas de gelo. O AM também assume diferentes formas perante os humanos, aludindo ao simbolismo religioso. Além disso, o cenário apocalíptico devastado combinado com as punições lembra um Deus vingativo recompensando seus pecados, semelhante ao Inferno de Dante. Outro tema é a inversão completa dos personagens como reflexo do próprio destino de AM, um destino irônico trazido sobre eles ao criar a máquina e o 'eu' alterado. A fusão dos três 'AMs' é uma alusão representativa do ego, superego e id de Freud fundindo-se em um único indivíduo, os componentes da consciência individual. Cada personagem é feito a antítese de maneiras específicas, devido à sua falta de compreensão na criação dos computadores AM. Como causa do abuso da tecnologia, eles inadvertidamente trouxeram a ruína para si mesmos, refletindo os medos da era da Guerra Fria em que a história foi escrita.[carece de fontes?]